# Antonietta Klitsche de la Grange

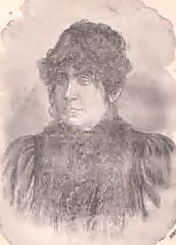
Antonietta Klitsche de la Grange

Antonietta Klitsche de la Grange (* 17. Juni 1832 in Rom; † 23. Januar 1912 in Allumiere) war eine italienische Journalistin bzw. Schriftstellerin, die väterlicherseits aus dem Fürstenhaus Hohenzollern abstammte.

## Biografie
Antonietta Klitsche de la Grange wurde als eine der Töchter von Theodor Friedrich Klitsche de la Grange und seiner italienischen Gattin Teresa Costanzi geboren. Der Vater war ein natürlicher Sohn des Prinzen Louis Ferdinand von Preußen und lebte als Diplomat bzw. Offizier im Kirchenstaat.
Als aktiver Katholik betätigte sich der Vater, neben seinem Beruf, als religiöser Schriftsteller. Diese Neigung ging auch auf die Tochter über. Als erste Journalistin arbeitete sie ab Januar 1867 bei der vatikanischen Zeitung L’Osservatore Romano. Sie wollte Emanuel de Fournel, einen Päpstlichen Zuaven aus Frankreich heiraten, der jedoch schon am 5. Oktober 1867, im Gefecht bei Viterbo fiel. Von jenem Tage an betrachtete sich Antonietta Klitsche de la Grange als Witwe, wollte nie mehr eine andere Bindung eingehen und lebte hauptsächlich in Allumiere, wo auch ihr Bruder Adolfo (1836–1894) wohnte. Sie widmete sich verstärkt der Schriftstellerei und verfasste über 20 christlich-historische Romane bzw. Erzählungen, die eine große Verbreitung erreichten und in mehrere Sprachen übersetzt wurden. Viele davon erschienen auch auf Deutsch, zumeist im Pustet-Verlag Regensburg. Es wird von ihr berichtet, sie sei eine begeisterte Zigarrenraucherin gewesen und man habe eine deutliche physiognomische Ähnlichkeit zu ihrem Großvater erkannt, Prinz Louis Ferdinand von Preußen.
Gemäß eigenem Wunsch bestattete man Antonietta Klitsche de la Grange auf dem Campo Verano in Rom und widmete ihr die Grabinschrift: „Sie lebte ledig, schrieb viel, litt schwer und ruht nun in Gott.“

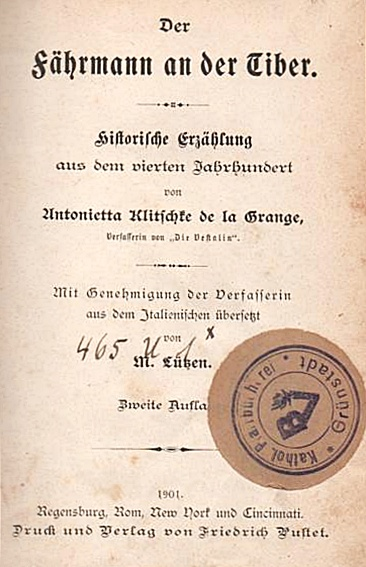
Buchtitelblatt eines ihrer Werke

## Werke
(Auswahl)
- Die Vestalin und der Gladiator (1865)
- Cäsar Agrippa
- Die Vestalin, historischer Roman aus dem ersten Jahrhundert
- Pomponius Laetus
- Der Fährmann an der Tiber
- Das Bild von Strakonitz: historischer Roman
- Graf Bernard von Sarriano (Neuauflage, Salzwasser-Verlag, 2012, ISBN 978-3-8460-1947-4)